# Crépis
Ne doit pas être confondu avec Crépi ou Crepis.

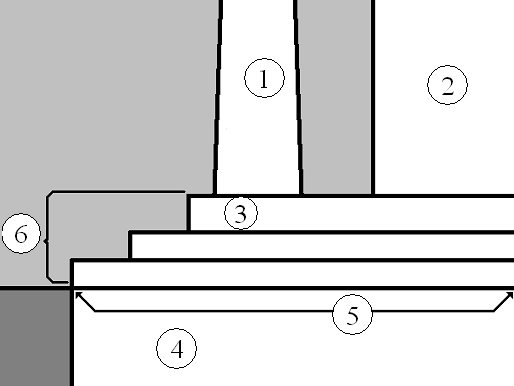
Parties inférieures d'un temple antique. 1 : colonne. 2 : mur. 3 : stylobate ou toichobate. 4 : stéréobate. 5 : euthynteria. 6 : crépis.

Une crépis ou krépis, appelée aussi crépidome (du grec krepis –idos, « chaussure, semelle, fondement ») est un terme d'architecture grecque désignant la plate-forme à degrés qui sert de soubassement à des édifices, notamment le temple grec. La crépis comprend généralement trois degrés, la dernière assise supérieure étant appelée stylobate lorsqu'elle supporte les colonnes d'un édifice ou toichobate lorsqu'elle supporte les murs.
Ce socle est réalisé en pierre de qualité, notamment en marbre. Le soubassement maçonné repose sur le stéréobate, fondations en pierre locale (choix plus économique) qui rachète les différences de niveau du sol. L'assise supérieure du stéréobate, l'euthynteria, est en pierres bien travaillées, avec une surface lisse, servant d'assise de réglage soit pour l'horizontalité, soit pour l'entasis destinée à remédier aux illusion d'optique.
Le podium dans l'architecture romaine est un soubassement vertical d’une hauteur beaucoup plus grande que celle de la crépis grecque, l’escalier d’accès à cette plateforme étant d'une dizaine de degrés.

## Galerie

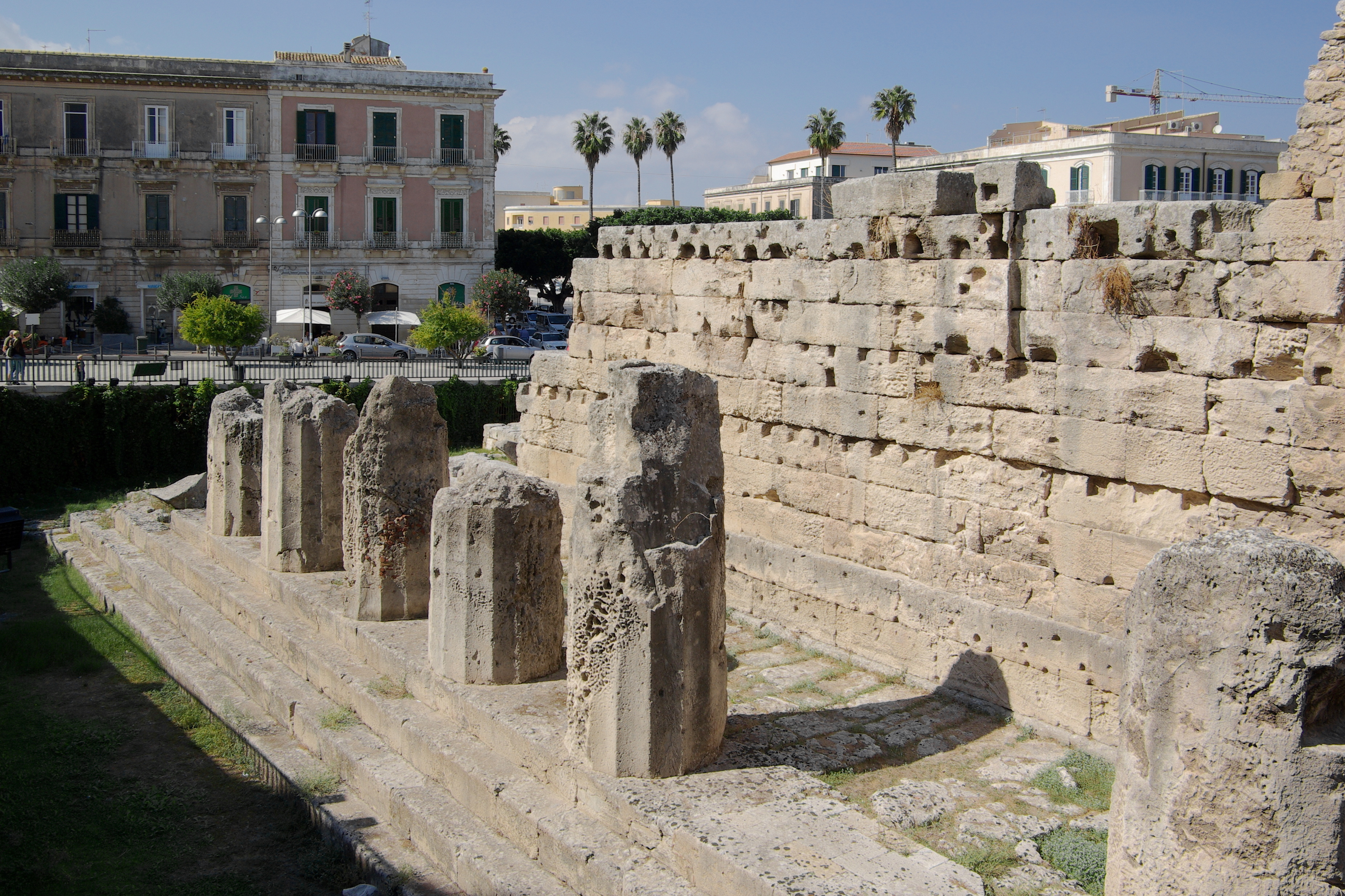
Temple d'Apollon à Syracuse : crépis à 4 degrés.
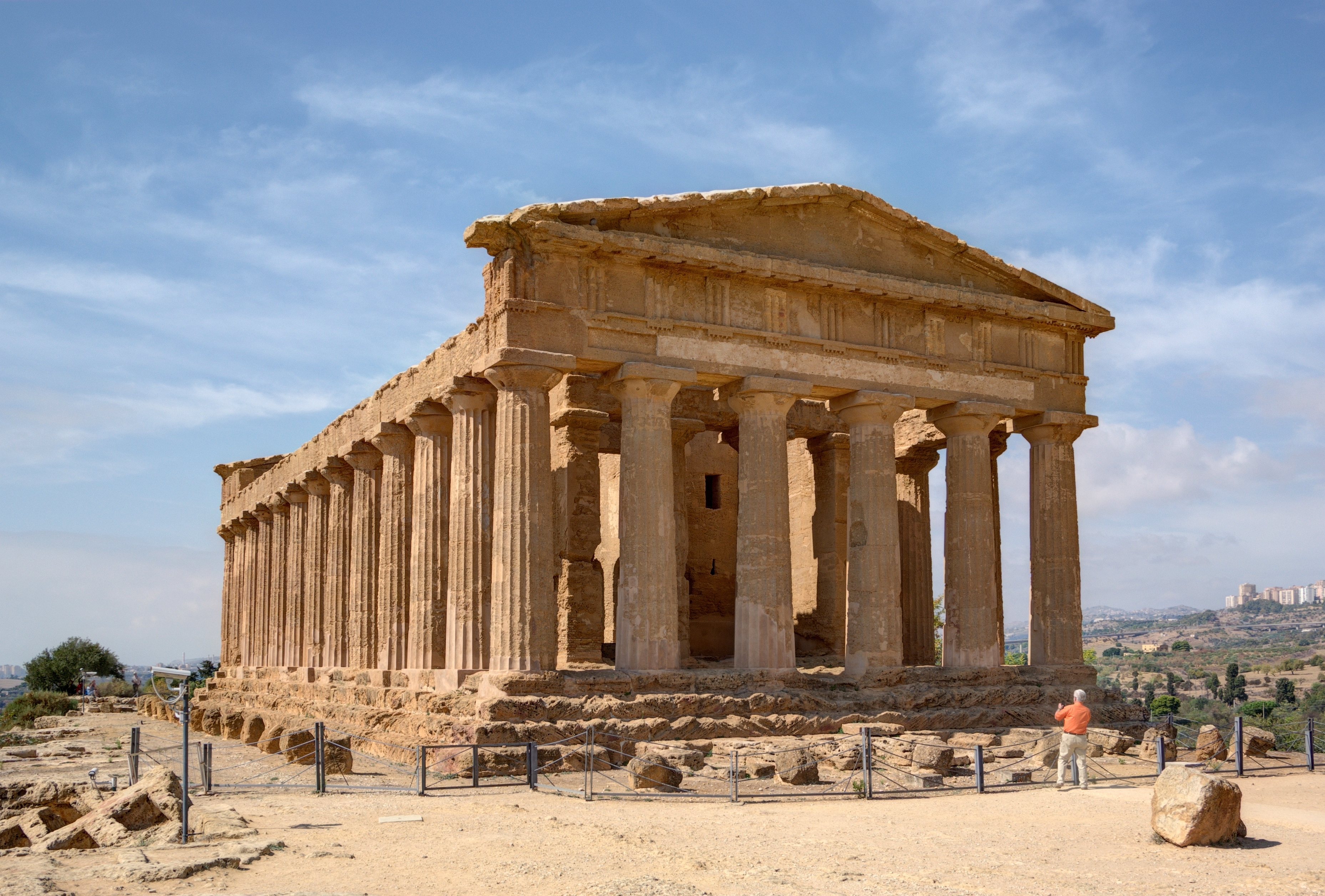
Temple de la Concorde à Agrigente : crépis à 4 degrés.
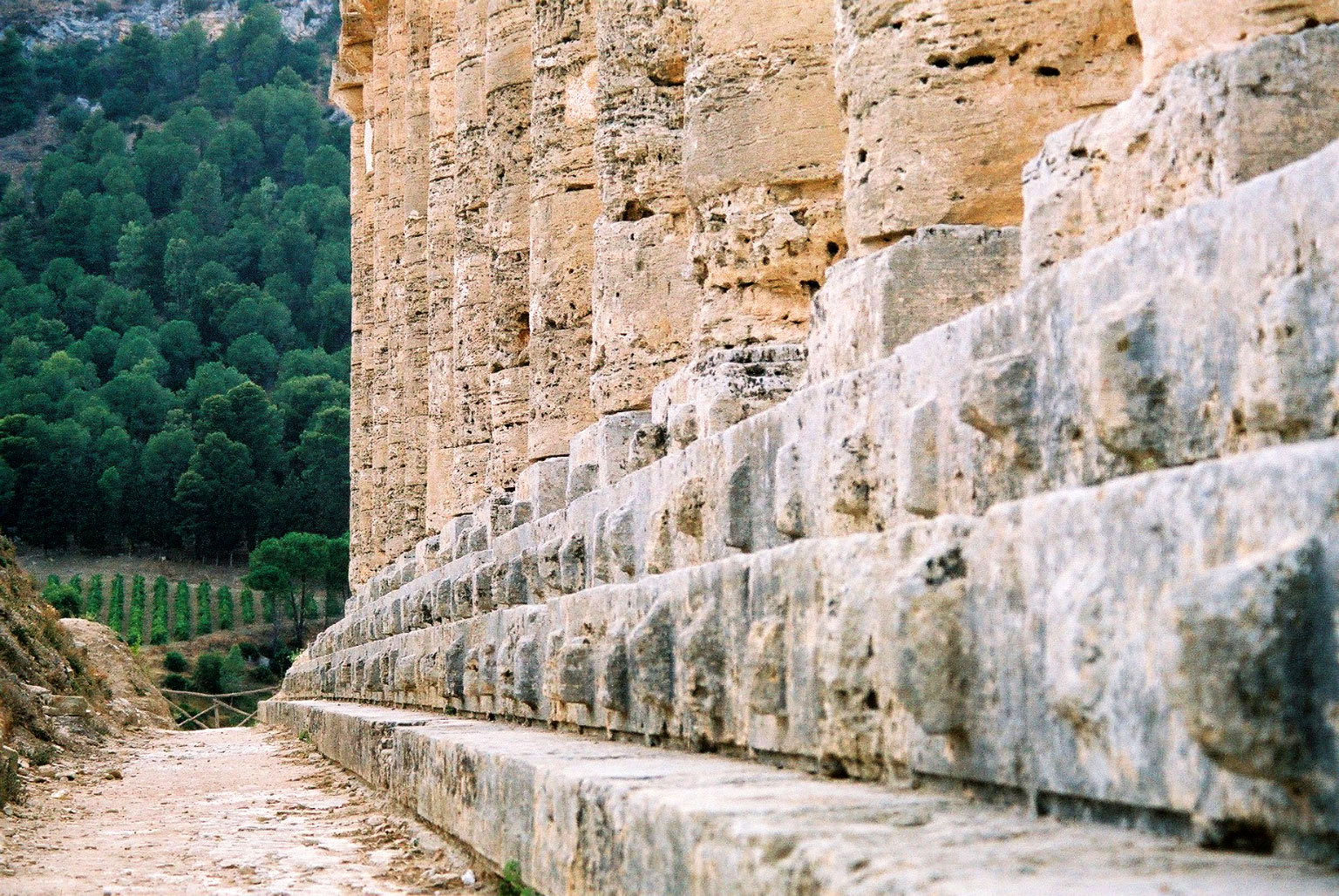
Temple de Ségeste : crépis à 3 degrés.